# 皮爾·柯芬
皮爾-路易·帕當·柯芬（法語：Pierre-Louis Padang Coffin，1967年3月16日—）是一名法國電影導演、配音員和動畫師，因聯合執導神偷奶爸系列中的四部電影和為小小兵主要配音而知名，並因此獲得第10屆聲優獎的兒童家庭獎。

## 生平
柯芬於1967年3月16日出生於法國，是法國外交官伊夫·柯芬（Yves Coffin）和印尼小說家Nh. Dini的兒子。他有一個妹妹瑪麗-克萊爾（Marie-Claire）。童年時期，他們經常輾轉亞洲各地，在柬埔寨和日本生活過，1970年代在巴黎郊區定居。在他們的成長過程中，父親禁止他們看電視，認為電視太被動。相反，柯芬經常畫畫、閱讀和聽音樂。雖然他從未想過要從事藝術工作，但他的一些才華橫溢的朋友比他更擅長繪畫，這激勵他努力提高自己的繪畫技巧。
1985年至1988年，他在巴黎第四大學學習電影。在服兵役期間，他退學參加了巴黎戈貝蘭動畫學校的入學考試。通過考試後，他於1990年至1993年在該校學習二維課程。之後，他來到倫敦的二維動畫公司安培林娛樂，在那裡擔任了一年的初級動畫師，負責史蒂芬·史匹柏執導的《恐龍物語之回到未來》的初級動畫師。之後，他開始在法國CGI工作室Ex Machina擔任自由動畫師，從動畫師到動畫監督。柯芬的導演生涯始於1997年一部名為《Pings》的短片。隨後，他開始與Passion Pictures Paris和Mac Guff合作拍攝廣告。他為TF1電視連續劇創作了人物Pat & Stan。2010年，他與克里斯·雷納德合作，為環球公司完成了CGI動畫電影《神偷奶爸》。
柯芬執導了《神偷奶爸》和《神偷奶爸2》，與雷納德合作執導了《神偷奶爸3]]》，也與凱爾·巴爾達合作執導了《神偷奶爸》的衍生片。在該劇中，他也為多個小小兵配音。為了更好地吸引不同國家的市場，柯芬為《小小兵》錄製了幾段不同的小小兵配音，並根據國家的不同混入了不同的地方話。
柯芬目前正在為照明娛樂開發兩部網路劇，分別名為《Who's Who》和《Bones Story》，將在TikTok和YouTube上播出。

## 個人生活
柯芬有兩個孩子。

## 影視作品

### 電影
| 年份 | 標題                        | 職務 | 職務 | 職務   | 職務 | 配音角色                             | 備註                                                |
| 年份 | 標題                        | 導演 | 編劇 | 製片人 | 演員 | 配音角色                             | 備註                                                |
| ---- | --------------------------- | ---- | ---- | ------ | ---- | ------------------------------------ | --------------------------------------------------- |
| 1993 | 《恐龍物語之回到未來》      | 否   | 否   | 否     | 否   |                                      | 中間動畫藝術家                                      |
| 2003 | 《Gary's Day》              | 是   | 否   | 否     | 否   |                                      | 短篇電影                                            |
| 2010 | 《神偷奶爸》                | 是   | 否   | 否     | 是   | 小小兵                               |                                                     |
| 2010 | 《家庭大改造》              | 是   | 否   | 是     | 是   | 小小兵                               | 《神偷奶爸》DVD和藍光光碟收錄短片                   |
| 2010 | 《迎新日》                  | 是   | 否   | 是     | 是   | 小小兵                               | 《神偷奶爸》DVD和藍光光碟收錄短片                   |
| 2010 | 《香蕉》                    | 是   | 是   | 是     | 是   | 小小兵                               | 《神偷奶爸》DVD和藍光光碟收錄短片                   |
| 2011 | 《Brad & Gary》             | 是   | 否   | 否     | 是   | Brad                                 | 短篇電影                                            |
| 2013 | 《神偷奶爸2》               | 是   | 否   | 否     | 是   | 小小兵                               | 提名—奧斯卡最佳動畫片獎 提名—安妮獎傑出動畫片配音獎 |
| 2015 | 《》                        | 是   | 否   | 否     | 是   | 凱文、史都華、蘿蔔和其他小小兵       | 提名—安妮獎傑出動畫片配音獎                         |
| 2017 | 《神偷奶爸3》               | 是   | 否   | 否     | 是   | 梅爾、小小兵、博物館館長             |                                                     |
| 2022 | 《》                        | 否   | 否   | 否     | 是   | 凱文、史都華、蘿蔔、拖拖和其他小小兵 |                                                     |
| 2022 | 《Minions & More Volume 1》 | 是   | 否   | 否     | 是   | 凱文、史都華、蘿蔔和其他小小兵       |                                                     |
| 2024 | 《神偷奶爸4》               | 否   | 否   | 執行   | 是   | 小小兵                               |                                                     |

### 電視
| 年份      | 標題           | 職務 | 職務 | 職務   | 備註   |
| 年份      | 標題           | 導演 | 編劇 | 製片人 | 備註   |
| --------- | -------------- | ---- | ---- | ------ | ------ |
| 2004—2010 | 《Pat & Stan》 | 是   | 是   | 否     | 創作者 |

## 外部連結
- 皮爾·柯芬在互联网电影资料库（IMDb）上的資料（英文）